# Louis-Antoine Dornel
Louis-Antoine Dornel /lwi ɑ̃'twan dɔʁ'nɛl/ (1680 – 1757, 1765 secondo gli eredi) è stato un compositore, clavicembalista e organista francese.
Secondo le ultime ricerche, Dornel sarebbe nato a Béthemont-la-Forêt, vicino a Pontoise, nel 1685 (lo stesso anno di Johann Sebastian Bach, Domenico Scarlatti e Georg Friedrich Händel) e sarebbe morto nel 1756 (1765 secondo i discendenti) a Parigi, ma si perdono le sue tracce.

## Biografia
Se non si riesce a stabilire con chiarezza il suo percorso di apprendimento e i suoi inizi per mancanza di elementi, ci si accorda però dicendo che lavorò presso Nicolas Lebègue, organista di Saint Merri e della Chapelle royale, riconosciuto esperto di organaria e eccellente clavicembalista. Dornel sembra aver frequentato assiduamente la casa di questo illustre personaggio che amava riunire attorno a sé i propri allievi, compositori, organai, cembalari ed editori. Dornel si avvalse molto dei consigli dell'organista Chauvet, cui dedicò, nel 1713, un libro di Sonates en trio pour les flûtes allemandes, violons, hautbois:
La prima menzione dell'attività organistica di Dornel (talvolta ortografato Dornelle o D'Ornel) ci giunge non appena è nominato titolare degli organi della chiesa di Sainte-Madeleine-en-la-Cité dal 1706 al posto di Rameau, il quale, scelto in precedenza dalla commissione, aveva poi rinunciato alla nomina. Dornel succede quindi a François d'Agincourt, che si era trasferito alla cattedrale di Rouen. Il concorso mette quindi all'opera delle "persone d'onore e d'onestà" al cospetto di una commissione composta da Nicolas Gigault, allora organista alla Chiesa di Saint-Nicolas-des-Champs, Jean-François Dandrieu, titolare a Saint-Merri, e Claude Rachel de Montalan, organista nella Chiesa di Saint-André-des-Arts.
Sebbene nettamente superiore a Dornel, Rameau rifiutò di piegarsi al regolamento del concorso, il quale pretendeva che l'organista ammesso "al posto lasciato da Sr. d'Agincourt" si impegnasse a non avere altri incarichi presso altre chiese:
Il primo novembre 1706, in seguito al rifiuto di Rameau, Dornel, allora completamente disponibile e "che ha tutte migliori abitudini e capacità [...] ha preso possesso dell'organo che ha suonato ieri ai vespri e oggi alla grande messa".
L'anno seguente, Dornel pubblica la sua prima opera, un Livre de symphonies dedicato a M. de Lubert, presidente alle Enquêtes du Parlement; il volume fu seguito nel 1711 da delle Sonates à violon seul et suites pour la flûte traversière avec la basse dedicate ad Anne Élisabeth Bouret, clavicembalista e allieva di François Couperin. Del 1713 sono invece le Sonates en trio dedicate all'organista Chauvet.
Per qualche tempo, nonostante il contratto che lo legava a Sainte-Madeleine, Dornel suona a Sainte-Geneviève-des-Ardents, sull'Île de la Cité, cui rinuncerà nel 1714, subito sostituito da Jean Bessart.
Nel 1716 Dornel lascia il posto a Sainte-Madeleine-en-la-Cité. In quel momento, infatti, Dornel già sostituiva alla chiesa di Sainte-Geneviève l'organista André Raison, lì titolare da cinquant'anni, di cui sarà poi successore nel 1719. Dornel lasciava l'Île de la Cité per la Montagne Sainte-Geneviève, uno dei crogioli intellettuali dell'epoca. Dato che l'organo era in condizioni pietose, Dornel decide, nel 1732, di associarsi a Nicolas Gilles Forqueray, organista della chiesa dei Saints-Innocents e nipote di Michel Forqueray, per esaminare l'organo e stilare un rapporto di tutte le riparazioni necessarie. In quello stesso anno a Sainte-Geneviève furono inaugurate delle nuove campane sotto la direzione musicale di Dornel. Un cronista del Mercure de France commentò così la cerimonia:
Una decina di anni dopo, nel 1723, Dornel pubblicò un volume di Concerts de symphonies dedicato al Concert des Mélophilètes, società fondata all'inizio del secolo che riuniva musicisti dilettanti che amavano divertirsi facendo musica e suonando i pezzi scritti per i loro ritrovi, mentre nel 1725 succedette a Jean-Baptiste Drouart Du Bousse, maestro della musica del re per l'Académie française e l'Académie des inscriptions et belles-lettres. Questi, collezionista di sontuosi volumi di opéra, morto il 3 ottobre 1725, era stato celebre in vita per "la sua fisionomia [...], molto piacevole, che aumentava il piacere di sentirlo cantare". Questa nuova carica imponeva a Dornel di far eseguire ogni anno nella cappella del Palazzo del Louvre, in occasione della festa di Saint-Louis, un mottetto di sua composizione. Alcune composizioni furono anche eseguite al Concert Spirituel dove, nel 1731, fu applaudito il suo Domine Deus noster. Ignoriamo per quale motivo, dopo diciassette anni di servizio, sia stato congedato nel 1742 e subito sostituito da François Rebel, ispettore generale dell'Opéra. I registri dell'Académie tentano una spiegazione:
È probabile che Dornel, un tempo protetto dal Duca di Orléans che aveva immediatamente dichiarato di "non interessarsi più a questa questione", fosse stato vittima di qualche intrigo o della gelosia di qualche malevolo rivale. Pierre-Louis D'Aquin de Château-Lyon, figlio di Louis-Claude Daquin, scrive a proposito del licenziamento di Dornel:
Nel 1748 Dornel tornò sull'Île de la Cité in qualità di organista della chiesa di Saint-Germain-le-Viel, "al posto del sig. Offroy, assente da due mesi", posto da cui diede le dimissioni l'8 luglio 1757 "a causa della sua età e delle sue infermità". Cedeva così il posto al nipote Gouffé che lo sostituiva già da vari anni e che aveva appena terminato il suo unico Livre d'orgue il cui manoscritto, datato al 1756, riunisce senza dubbio dei pezzi più antichi.
Qui si perdono le tracce di Dornel. Non si conosce la data esatta della morte di questo discreto organista la cui reputazione non poteva rivaleggiare con la notorietà degli illustri contemporanei. Pierre Louis d'Aquin scrive:
Il catalogo della musica proveniente dai fondi del Concert Spirituel ci informa che Dornel era massone e ci dipinge il ritratto di "un uomo di spirito e ben vivace, come si era allora, e uno dei principali pilastri della società massonica".
Sappiamo inoltre che Dornel fece parte della società burlesca del Régiment de la Calotte, fondata all'inizio del secolo e descritta nel Dizionario di Trévoux come la "Confraternita del Folli; [...] un Reggimento metafisico, inventato da alcuni burloni che se ne sono autoproclamati i principali ufficiali. Vi arruolano qualsiasi persona, popolano o nobile, che si distingua per una qualche follia o qualche tratto ridicolo".
Nel 1739 Dornel aveva indirizzato all'abate di Sainte-Geneviève questa richiesta in favore del suo organo in rovina, redatta nel più puro stile della calotte:

## Opere
Fra le sue opere conosciute notiamo:
- Delle Airs sérieux e à boire
  - Le printemps de nos jours (Christophe Ballard, ed. Mélanges de musique latine, française et italienne, divisés par saisons. Parigi BNF (Mus.): Vm7 560.
  - Quand du Stix arriva le célèbre Grégoire (Christophe Ballard, ed. Recueil d'airs sérieux et à boire de différents auteurs. Parigi BNF (Mus.): Vm7 554.
  - Quand mon Iris fait la cruelle (Christophe Ballard, ed. Mélanges de musique latine, française et italienne, divisés par saisons. Parigi BNF (Mus.): Vm7 559.
  - Vos gémissemens (Vve Boivin, ed. Le Tribut de la toilette. Parigi BNF (Mus.): Vm7 4130/8-9.
  - 2 arie (Christophe Ballard, ed. Recueil d'airs sérieux et à boire de différents auteurs. Parigi BNF (Mus.): Vm7 543 & 557.
  - 6 arie (Christophe Ballard, ed. Mélanges de musique latine, française et italienne, divisés par saisons. Parigi BNF (Mus.): Vm7 562 & 564.
  - 2 arie nei Nouveaux Recueils de chansons: L'Aia, 1731 (Parigi BNF (Mus.): Vm7 507)
  - Ah mon cher amour (Christophe Ballard, ed. Recueil d'airs sérieux et à boire de différents auteurs. Parigi BNF (Mus.): Vm7 549.
  - Après la froidure, l'aimable verdure (Christophe Ballard, Recueil d'airs sérieux et à boire de différents auteurs. Parigi BNF (Mus.): Vm7 551.
  - Echappé mille fois des pièges de l'Amour (Christophe Ballard, Recueil d'airs sérieux et à boire de différents auteurs. Parigi BNF (Mus.): Vm7 552.
  - L'Hyver désole nos climats (Christophe Ballard, ed. Recueil d'airs sérieux et à boire de différents auteurs. Parigi BNF (Mus.): Vm7 537.
  - Je ne veux plus dormir que sur la table (Christophe Ballard, ed. Recueil d'airs sérieux et à boire de différents auteurs. Parigi BNF (Mus.): Vm7 545.
  - Loin d'icy, le chagrin et le soucy (in Recueil de chansons. Parigi BNF (Mus.) Rés Vmc ms 201/1-2).
  - Non, ne célèbre plus ny Bacchus ny l'Amour (Christophe Ballard, ed. Recueil d'airs sérieux et à boire de différents auteurs. Parigi BNF (Mus.): Vm7 550.
  - Pastorale in musica a due voci e dessus (1709). Parigi BNF (Mus.): Vmb ms 77/1.

- 6 cantate francesi a 1 voce. Parigi BNF (Mus.): D 3746/2. Comprend:
  - Les caractères de la Musique (1721)
  - La fin des Siècles
  - Le tombeau de Clorinde (1723)
  - La discorde bannie.

- Pezzi strumentali:
  - Livre de symphonies contenant VI suites en trio avec une sonate en quatuor (1709)
  - Sonates à violon seul et suites pour la flûte allemande (1711)
  - Sonates en trio pour la flûte allemande opus 3 (1713)
  - Concert de symphonies contenant VI concerts en trio pour les flûtes, violons et hautbois, Livre III (1723)
  - Pièces de clavessin du sieur Dornel contenant cinq suites et un Concert calotin (1731)
  - Livre de pièces de symphonies (1738)
  - Le tour du clavier sur tous les tons (1745)
  - un libro manoscritto di pezzi per organo (v. 1756), pubblicato da Norbert Dufourcq (Parigi: ed. Schola Cantorum, 1965).

## Discografia
Si troveranno i pezzi per clavicembalo di Dornel affiancati da alcuni air sérieux in un bel programma interpretato dall'Ensemble Calotin sotto la direzione di Fabien Armengaud e con la partecipazione del soprano Marie-Louise Duthoit.
Per i pezzi per organo e una selezione di trii si veda l'opera di Hugo Reyne con la sua Symphonie du Marais.
France Orgue discografia della musica per organo redatta da Alain Cartayrade.